# مرثد (استان)
 مرثد  به عربی ( الَمرثَد )، روستایی است در دهستان المَرازیق از توابع استان جوف در کشور یمن در شبه جزیره عربستان.

## جمعیت
جمعیت آن ( ۶۵) نفر (۵ خانوار) می‌باشد.